# (541006) 2017 XH59
(541006) 2017 XH59 es un asteroide perteneciente al cinturón de asteroides descubierto el 29 de mayo de 2012 por el equipo del Mount Lemmon Survey desde el Observatorio del Monte Lemmon, Arizona, Estados Unidos.

## Designación y nombre
Designado provisionalmente como 2017 XH59.

## Características orbitales
2017 XH59 está situado a una distancia media del Sol de 2,600 ua, pudiendo alejarse hasta 2,970 ua y acercarse hasta 2,230 ua. Su excentricidad es 0,142 y la inclinación orbital 12,99 grados. Emplea 1531,63 días en completar una órbita alrededor del Sol.

## Características físicas
La magnitud absoluta de 2017 XH59 es 16,6. 